# Conversación en el café
Conversación en el café es una pintura al óleo sobre tabla de Giovanni Boldini, pintor italiano instalado en París; la obra, datada en 1879, se conserva en una colección privada.

## Contexto
Al instalarse en París en 1871, Boldini tuvo la oportunidad de presenciar una metrópolis viva, moderna y efervescente: En aquellos años, de hecho, la "Ciudad de la Luz" quería dejar atrás la guerra franco-prusiana de 1870 y por ello se llenó de teatros, museos, restaurantes y cafés de moda. Los cafés - lugares frecuentados por la "élite"  artística y literaria francesa, donde se discuten con fervor las nuevas ideas y teorías estéticas- son uno de los temas favoritos de los impresionistas, quienes los identifican como un excelente pretexto para representar "un trozo de vida" contemporáneo, sin abandonar las vistas urbanas al aire libre. Los propios impresionistas, cuando el sol se ponía y era por tanto imposible pintar, tenían la costumbre de reunirse en un café (primero el Café Guerbois, luego el Café de la Nouvelle Athènes) para discutir sus experimentos pictóricos.
Llegado al corazón de la modernidad, Boldini se dedicó también a la representación del café, dando origen a cuadros como esta obra, hoy conservada en una colección privada. Se trata de un cuadro muy interesante no sólo desde el punto de vista artístico sino también en lo que respecta a los acontecimientos de la vida del pintor, vinculado sentimentalmente con las dos bellas francesas representadas: su modelo Berthe y la condesa Gabrielle de Rasty. Berthe corresponde a una tipología femenina cándida, desprovista de malicia, hasta el punto de que Stile Arte habla de una "Mi pequeño amorcito" (mon petit chou) o, de nuevo, de "Una ex colegiala arrojada repentinamente al mundo" y de "Una jovencita angelical de ojos azules". La condesa Gabrielle de Rasty, casada pero también amante de Boldini, por su parte, es plenamente consciente de su propia belleza y corporeidad en el sentido más carnal del término y la exhibe con audacia, haciendo gala de una sensualidad coqueta e impertinente.  El cuadro puede interpretarse como una representación del contraste entre las dos mujeres que fueron sus amantes.

## Descripción
Sentadas en las mesas al aire libre de un café parisino, dos demimondaines inmersas en una conversación, comentan una escena que tiene lugar fuera del encuadre. Ambas exhiben atuendos refinados a la moda: Berthe lleva un vestido de corte princesa, completado por una chaqueta de terciopelo negro, también sus guantes y sombrero son negros; Gabrielle luce un abrigo largo de color marrón grisáceo ribeteado de piel.  

## Análisis
En este pequeño cuadro, Boldini disfruta de reunir, aunque sea en un espacio pictórico ficticio, estos dos mundos seductores y opuestos. Las dos mujeres son encarnaciones radicalmente diferentes del topos femenino: Gabrielle de Rasty, a la izquierda, domina la conversación y lanza una mirada que intriga y hechiza al observador, conquistándolo con su apariencia y la sensualidad carnal del cuerpo; Berthe, por el contrario, finge desinterés y, cediendo a un malestar instintivo, dirige su mirada hacia su izquierda, hacia un acontecimiento que tiene lugar fuera del espacio pictórico. Surge así un contraste palpable, tanto desde el punto de vista pictórico como erótico, entre estos dos tipos femeninos tan alejados entre sí. En este caso, como una pareja antitética, la rubia y la morena encarnan el pasado y el futuro sentimental y profesional del pintor.  
El propio Boldini, por el contrario, profundiza esta divergencia en muchas otras obras: Berthe siempre será la encarnación de la “Joven romántica que, a través del conocimiento del libertino, emprenderá un camino de exploración corporal que la llevará más allá de sus propias presuposiciones virginales". Boldini jugará con la inquietante sensualidad de Gabrielle de Rasty en obras tórridas de sabor libertino, totalmente desprovistas de barreras moralizantes.  
Boldini se distancia de la gama cromática de su producción destinada al comerciante Goupil. La paleta de grises y negros refleja su interés en la pintura holandesa y anuncia su cambio de estilo en la década siguiente. Su pincelada rápida no le impide prestar particular atención a los detalles, sobre todo en la descripción del interior del café, con sus tres figuras, dos hombres y una mujer, que también parecen dedicados a los placeres del chisme.  